# Riojasuchus
|  | Dieser Artikel wurde aufgrund von formalen oder inhaltlichen Mängeln in der Qualitätssicherung Biologie zur Verbesserung eingetragen. Dies geschieht, um die Qualität der Biologie-Artikel auf ein akzeptables Niveau zu bringen. Bitte hilf mit, diesen Artikel zu verbessern! Artikel, die nicht signifikant verbessert werden, können gegebenenfalls gelöscht werden. Lies dazu auch die näheren Informationen in den Mindestanforderungen an Biologie-Artikel. |

Riojasuchus ist eine ausgestorbene Gattung der Ornithosuchidae aus der Gruppe der Archosaurier. Fossilien von Riojasuchus wurden in der Los-Colorados-Formation in Argentinien gefunden und werden auf die Obertrias datiert. Der Holotypus, PVL 3827, besteht aus einem vollständigen Schädel sowie aus einem Teil des Postkranialskeletts. Er wurde im Jahr 1967 vom argentinischen Paläontologen José Fernando Bonaparte erstmals wissenschaftlich beschrieben.

## Merkmale
Riojasuchus erreichte eine Länge von etwa 2 Metern. Typisch für diese Gattung war eine übergroße Prämaxillare. Das Antorbitalfenster ist durch die Schädelgrube reduziert. Das Tränenbein und die Postorbitale waren miteinander verschmolzen. Der Atlas, der 2. Halswirbel, war doppelt so groß wie die anderen Halswirbel. Im Unterkiefer war ein kleines Fenster vorhanden. Im Gegensatz zu anderen Ornithosuchiden besaß Riojasuchus relativ große Dornfortsätze. Die Hintergliedmaßen dieses Tieres waren robust gebaut. Die Tibia hatte einen doppelt so großen Durchmesser wie das Wadenbein. Der Metatarsale (Mittelfußknochen) III. war länger als der IV. Metatarsale.

## Systematik
Riojasuchus war ein Vertreter der Ornithosuchidae. Weitere Mitglieder dieser Familie waren Ornithosuchus, die namensgebende Gattung, und Venaticosuchus. Die Äußere Systematik der Ornithosuchidae ist jedoch unklar. Eine Studie von Brusatte u. a. (2010) kam zum Ergebnis, dass das Schwestertaxon der Ornithosuchidae Revueltosaurus ist; beide bilden die Schwestergruppe der Rauisuchia. Laut Nesbitt (2011) ist die Ornithosuchidae eine basale (urtümliche) Familie der Pseudosuchia. Diese Gruppe innerhalb der Crurotarsi enthält neben der Ornithosuchidae auch die rezenten Krokodile. Das Schwestertaxon der Ornithosuchidae bildet schließlich die Gruppe der Suchia.
Kladogramm nach Nesbitt (2011):
|  | Riojasuchus   |
|  |               |
|  | Ornithosuchus |
|  |               |

|  | Revueltosaurus |
|  |                |
|  | Aetosauria     |
|  |                |

|  | Ticinosuchus        |
|  |                     |
|  | Paracrocodylomorpha |
|  |                     |

|  | Revueltosaurus |
|  |                |
|  | Aetosauria     |
|  |                |

|  | Ticinosuchus        |
|  |                     |
|  | Paracrocodylomorpha |
|  |                     |

|  | Riojasuchus   |
|  |               |
|  | Ornithosuchus |
|  |               |

|  | Revueltosaurus |
|  |                |
|  | Aetosauria     |
|  |                |

|  | Ticinosuchus        |
|  |                     |
|  | Paracrocodylomorpha |
|  |                     |

|  | Revueltosaurus |
|  |                |
|  | Aetosauria     |
|  |                |

|  | Ticinosuchus        |
|  |                     |
|  | Paracrocodylomorpha |
|  |                     |

## Paläoökologie
Riojasuchus wurde in der Los-Colorados-Formation in Argentinien gefunden. Die Ablagerungen stammen wahrscheinlich aus der Obertrias. Weitere Raubtiere dieser Fauna sind der 4 Meter lange Zupaysaurus aus der Gruppe der Coelophysoidea (Dinosaurier). Der Spitzenprädator unter den Carnivoren war vermutlich Fasolasuchus, ein Tier der Crurotarsi, der mit etwa 8 bis 10 Metern Länge das wohl größte Raubtier der Trias war. Herbivoren (Pflanzenfresser) waren durch die "Prosauropoden" Coloradisaurus, Lessemsaurus und Riojasaurus vertreten. Riojasuchus stellte vermutlich kleineren Synapsiden wie Dicynodonten nach.

## Funde
Der erste Fund von Riojasuchus, der Holotypus PVL 3827, wurde 1967 von José Fernando Bonaparte wissenschaftlich beschrieben. Die Überreste bestanden aus einem vollständigen Schädel, einem Teil der Wirbelsäule, einem Schulterblatt (Scapula), einem Coracoid, Teilen von Elle (Ulna) und Speiche (Radius), einem Schambein (Pubis), einem Darmbein (Ilium), einem Teil des Beinskeletts sowie einem Fußskelett. Weitere Funde waren PVL 3828, bestehend aus einem fast kompletten Schädel, einem Teil der Wirbelsäule, Teilen des Beckengürtels, Arm- und Beinskelett sowie einem Fersenbein, PVL 2826, das aus fast allen Teilen des Holotypus besteht, und PVL 3814, von dem lediglich Wirbel, ein Oberarmknochen und ein Schienbein bekannt sind.